# Operazione Rädda Danmark
L'operazione Rädda Danmark ("Salvare la Danimarca") fu un piano militare ideato dallo stato maggiore svedese verso la fine della seconda guerra mondiale.

## Il piano
La Svezia aveva intenzione di liberare la Danimarca dai tedeschi prima di un'eventuale occupazione da parte dell'Armata Rossa, che avrebbe anche comportato una "battaglia senza senso" tra tedeschi e russi sul suolo danese; lo stato maggiore svedese studiò un piano che prevedeva lo sbarco di 60 000 uomini, principalmente sulle coste dell'isola di Sjælland e in un'operazione minore sull'isola di Bornholm, con 6 000 mezzi a motore e oltre 1100 tra navi e piccole imbarcazioni e la prima ondata di sbarco doveva essere costituita da 6 000 uomini. Il fulcro dell'operazione erano le forze terrestri del 3º corpo d'armata, su due divisioni di fanteria (I e IX), la 7 brigata motorizzata e l'8 brigata corazzata, oltre alla  Danske Brigade; questa era una formazione composta di fuoriusciti danesi nominalmente addestrata in Svezia come forza di polizia di circa 4800 effettivi, tra cui anche donne, e di una propria componente aerea e navale; l'aviazione svedese venne trasferita al sud per appoggiare l'operazione; di fronte una forza di 28 000 tedeschi appoggiati da una consistente squadra navale, compresi l'incrociatore pesante Prinz Eugen, l'incrociatore leggero Nürnberg, 4 cacciatorpediniere, 4 dragamine, 2 posamine, una ventina di pattugliatori e 4 incrociatori ausiliari.
Durante la pianificazione lo stato maggiore svedese si rese conto di non poter intervenire contemporaneamente anche in Norvegia, in quella che nelle intenzioni iniziali doveva essere l'operazione Rädda Norske e la pianificazione venne quindi limitata alla sola Danimarca.
Era prevista un'articolazione in due sottoperazioni distinte, una delle quali denominata  Rädda Själland e l'altra  Rädda Bornholm. L'operazione venne progettata anche per annullare l'effetto prodotto sull'opinione pubblica internazionale dalla neutralità svedese, e nonostante il tiepido sostegno dell'opinione pubblica del paese. Il maggiore Malcolm Murray dello stato maggiore svedese redasse un memorandum sulle modalità operative dove si concludeva che per evitare al massimo lo spargimento di sangue si doveva bloccare la resistenza tedesca nel Själland con una preponderanza numerica e una superiorità aerea e navale.

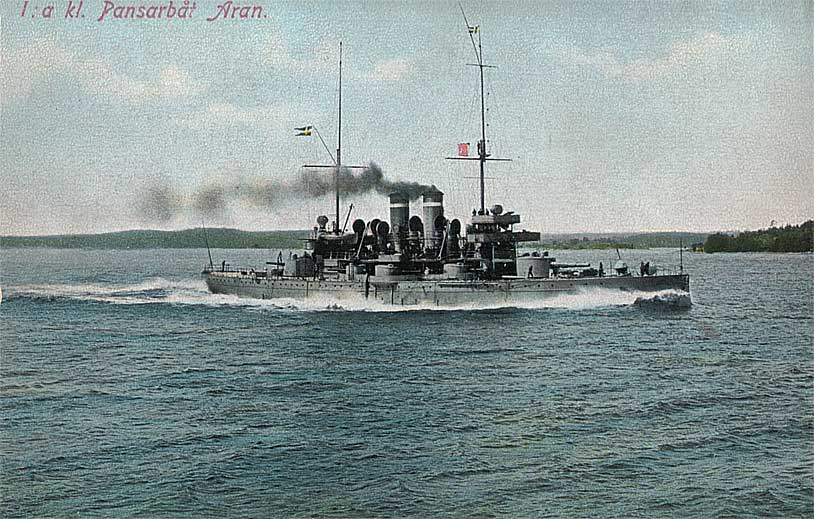
La corazzata costiera Äran, gemella della Tapperheten

Lo sbarco era stato pensato per essere effettuato su normali spiagge oltre che da alcuni porti, ed il porto principale doveva essere quello di Elsinore; sia per la scarsa profondità delle acque danesi che per la mancanza di attrezzature specifiche da parte svedese il grosso delle truppe doveva essere trasportato su piccole imbarcazioni e lo sbarco avrebbe dovuto essere effettuato velocemente per non esporsi ad un eventuale contrattacco tedesco. Era stata studiata anche una variante svedese dei porti artificiali Mulberry usati dagli Alleati durante lo sbarco in Normandia. Il materiale pesante sarebbe stato trasferito tramite gru alle chiatte per lo sbarco.
L'approvazione venne data il 4 maggio, fissando la data per il 18 maggio. Le installazioni di artiglieria costiera con cannoni da 150 mm e 210 mm avrebbero dovuto appoggiare lo sbarco insieme alle vecchie corazzate costiere svedesi Oscar II e Tapperheten (della classe Äran) con cannoni da 210 mm.

## L'esito
L'opzione di intervento venne annunciata al Großadmiral Karl Dönitz dal primo ministro svedese in forma molto blanda, e discussa in un vertice tedesco con i reichskommissar di Norvegia e Danimarca, con lo sbarco previsto per il 18 maggio 1945, ma venne annullata a causa della resa germanica.